# Aux frontières du réel (série littéraire)
Pour les articles homonymes, voir Aux frontières du réel.
 (mars 2012).
Aux frontières du réel est une série de livres inspirée de la série télévisée X-Files.

## Listes des romans
- Aux frontières du réel 1 : Les gobelins
- Aux frontières du réel 2 : Tornade
- Aux frontières du réel 3 : Point zéro
- Aux frontières du réel 4 : Ruines
- Aux frontières du réel 5 : Anticorps
- Aux frontières du réel 6 : Peau
- The X-Files - Le film (novélisation du premier film X-Files, nommé The X Files, le film)
- The X-Files - Régénération (novélisation du deuxième film de X-Files, nommé X-Files : Régénération)

## Information
Auteurs :
- Charles L. Grant (tomes 1 et 2)
- Kevin J. Anderson (tomes 3, 4 et 5)
- Ben Mezrich (en) (tome 6)
- Elizabeth Hand (Novélisation du tome 7)
- Chris Carter (Scénario du tome 7 et 8. Il est aussi le créateur de la série X-Files)
- Max Allan Collins (Novélisation du Tome 8 )
- Frank Spotnitz (Scénario du tome 8)

Les maisons d'édition :
- HarperCollins (tomes 1 à 6)
- Harper Prism (tome 7)
- HarperEntertainment (tome 8)
- J'ai lu (tomes 1 à 7, version française)
- Bragelonne (tome 8, version française)